# Fatty au théâtre

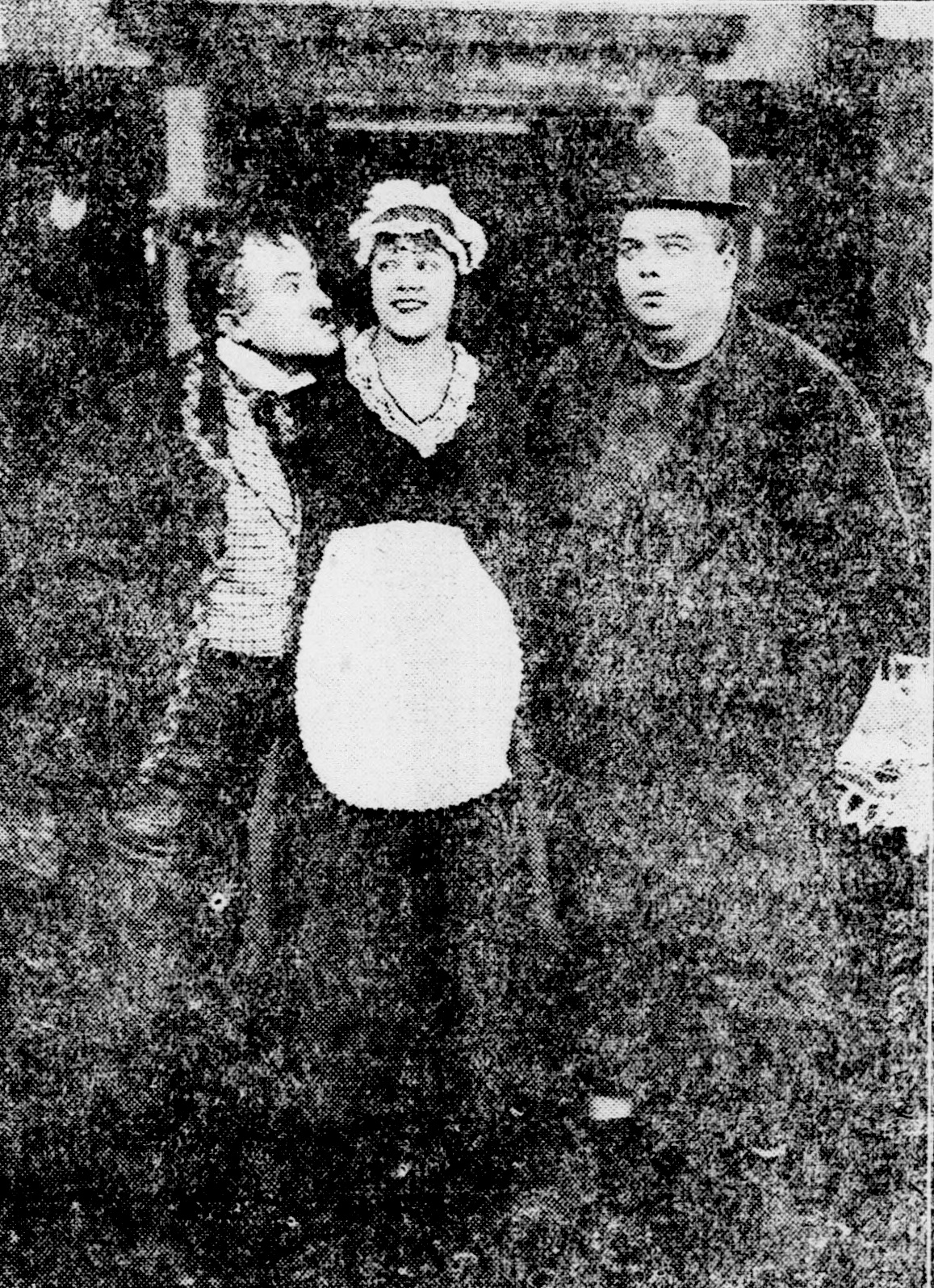
Photo d'une scène du film publiée dans un journal de l'époque

Fatty au théâtre (Fatty and the Broadway Stars) est un film américain réalisé par Fatty Arbuckle, produit par Mack Sennett et sorti en 1915.

## Fiche technique
- Réalisation : Fatty Arbuckle
- Co-réalisateur : Edward Dillon[1]
- Producteur : Mack Sennett
- Production : Keystone Studios
- Distributeur : Triangle Film Corporation
- Durée: 20 minutes
- Date de sortie : 15 décembre 1915

## Distribution
- Roscoe 'Fatty' Arbuckle
- Ivy Crosthwaite
- Mack Sennett
- Joe Weber
- Lew Fields
- Sam Bernard
- William Collier Sr.
- Joe Jackson
- Brett Clark
- Harry Booker
- Mae Busch
- Glen Cavender
- Chester Conklin
- Alice Davenport
- Minta Durfee
- Lewis Hippe
- Tom Kennedy
- Fred Mace
- Hank Mann